# Climacoidea floridana
Climacoidea floridana är en kräftdjursart som först beskrevs av H.S. Puri 1960.  Climacoidea floridana ingår i släktet Climacoidea och familjen Trachyleberididae. Inga underarter finns listade i Catalogue of Life.